# Сьюзен Кейн
Сьюзен Горовіц Кейн (англ. Susan Horowitz Cain; нар. 1 травня 1968) — американська письменниця, викладачка, а також авторка книги «Сила інтровертів. Тихі люди у світі, що не може мовчати» (англ. Quiet: The Power of Introverts in a World That Can't Stop Talking, 2012 р.), яка стверджує, що сучасна західна культура неправильно розуміє і недооцінює риси і можливості інтровертних людей.

Вона є співзасновницею некомерційної організації Quiet Revolution (2015 р.), сформовану із заявленою місією «для розкриття влади інтровертів на благо всіх нас» й ініціативами з планування бізнесу, уряду, робочих місць, освіти, способу життя і батьківства.
Її книжка Цінність смутку. Як втрати, любов і туга роблять нас сильнішими (англ. Bittersweet: How Sorrow and Longing Make Us Whole) (2022) зосереджена на прийнятті почуттів смутку й туги як натхнення для переживання піднесених емоцій — таких як краса, захоплення й трансцендентність — як противагу «нормативному сонячному світлу» суспільного тиску на постійний позитив.

## Початок кар'єри
Сьюзен Кейн закінчила Принстонський університет зі ступенем бакалавра англійській мови (1985—1989 рр.) і отримала ступінь доктора юридичних наук в Гарвардській школі права (1990—1993 рр.).

Вона сім років працювала адвокатом у міжнародній юридичній фірмі Cleary Gottlieb Steen & Hamilton LLP (1994—2001 рр.), а потім заснувала власну компанію з переговорів, де займала посаду президента та працювала консультантом (2004—2008 р.).
Сьюзен Кейн залишила свою кар'єру в сфері корпоративного права та консалтингу для затишного спокійного життя у будинку з сім'єю. «Я озираюся на свої роки адвокатської діяльності на Волл-стріт, як на час, проведений в чужій країні», — пише вона.

## Тиха революція
Сьюзен Кейн пояснює, що якщо б вона не була письменницею, вона хотіла б бути психологом-дослідницею. Її інтерес до теми інтроверсії виник через власні труднощі з публічним виступом.
Ще працюючи адвокатом, на прикладі співробітників фірми, Кейн помітила, що існує відповідне ставлення до подібних їй, причому стать сама по собі не пояснює особистих рис та реакцію оточуючих на них. Врешті-решт, вона зрозуміла, що концепції інтроверсії та екстраверсії надали «поштовх для обговорення питань ідентичності», якої не вистачало.

Кейн розповідає, що до написання книги її надихнула феміністична книга 1963 року «The Feminine Mystique» (укр. Загадка жіночності). Вона уподібнює інтровертів жінкам того часу — громадянам другого класу з величезним потенціалом та говорить про те, що більшість інтровертів не знають, як та чому вони постійно проводять свій час таким чином, як вони того не бажають. Кейн пояснює, що своєю книгою намагалася дати людям право за власним бажанням бути тим, хто вони є.
Після публікації своїй книги, Сьюзен Кейн розглядала можливість простого написання другої книги з іншої теми, але відгуки читачів переконали її в тому, що для інтровертів ще багато що належить зробити. Після отримання поради автора і маркетолога Сета Годіна щодо того, що насправді змінило б життя людей, Кейн вирішила замість цього створити місіонерську організацію «Тиха революція» (англ. Quiet Revolution).

Також Кейн зазначає, що зацікавлена в роботі з батьками та вчителями інтровертних дітей, а також у зміні форм культури та дизайну робочих місць, зробити оточуюче середовище більш сприятливим для глибокої думки та сольної рефлексії. «Як спокійна людина може досягти успіху в суспільстві, якщо постійно слухає гучний голос у кімнаті? Як наші ідеї щодо роботи, любові та дозвілля змінилися б, якби інтроверсія була краще зрозумілою?», — питає вона.